# Блюментрост Лаврентій Лаврентійович
Блюментрост Лаврентій Лаврентійович (нар. 29 жовтня (8 листопада) 1692, Москва — 27 березня (7 квітня) 1755, Санкт-Петербург) — лікар, перший президент Академії наук і мистецтв Росії (1725–1733).
Ініціатор створення колекцій анатомічних препаратів, вад розвитку, хірургічних інструментів.
Представник родини лікарів, які працювали в Росії з XVI ст. Початкову освіту йому дав батько, Л. А. Блюментрост — провідний спеціаліст по медицині допетровській часу, реформатор і організатор Аптекарського приказу. Потім у школі пастора Гюка, яку закінчив успішно і в 15 років вже слухав медичні лекції в Галле і Оксфорді. Далі займався в Лейдені під керівництвом Бургаве і тут же захистив дисертацію «De secretione animali» в 1713 році. В 1714 отримав ступінь доктора медицини. Володів російською, латинською, німецькою, французькою мовами, на яких він вільно говорив і писав.
Після повернення до Росії, Блюментрост був призначений лейб-медиком царівни Наталії Олексіївни. Згодом його відрядили за кордон для підвищення освіти. В Парижі, у Дювернуа він вивчав анатомію, потім займався в Амстердамі, в анатомічному кабінеті Рюйша. Музей Рюйша, за порадою Блюментроста, був куплений російським урядом. У 1719 був призначений лейб-медиком, на нього була покладено завідування Імператорської бібліотекою та Кунсткамерою. У помічники до себе він узяв Йоганна-Даніеля Шумахера.
За дорученням Петра I 22 січня 1724 Блюментрост з Шумахером склали доповідь про заснування Академії Наук. Він став запрошувати відомих закордонних вчених, таких як брати Бернуллі (Данило і Микола), Герман, Більфінгер, Гольдбах. 25 листопада Блюментрост був призначений президентом Академії наук.
Після смерті Катерини II Блюментрост поїхав до Москви разом з двором Петра II, академія залишилася під опікою його секретаря, Шумахера. 4 січня 1728 Блюментрост підписав розпорядження, яким передав майже всю владу Шумахеру. Після смерті Петра II почалося падіння Блюментроста. Впав його авторитет і в Академії наук. 19 червня 1733 він був позбавлений місця і платні, а також висланий з Петербурга. Кілька років Блюментрост жив у Москві і займався приватною практикою, у 1738 отримав місце головного лікаря московського військового госпіталю та директора госпітальної школи з платнею по 1500 рублів на рік.
Після вступу на престол Єлизавета Петрівна повернула Блюментросту чин дійсного статського радника і додала 1000 рублів до його платні. У 1754 він був призначений куратором відкритого Московського університету.
Помер Блюментрост 27 березня 1755 в Санкт-Петербурзі від грудної водянки. Похований біля церкви Самсона Странноприїмця на Виборзькій стороні, в одній могилі з братом Іваном.